# Saint-Pancré
Saint-Pancré – miejscowość i gmina we Francji, w regionie Grand Est, w departamencie Meurthe i Mozela.
Według danych na rok 1990 gminę zamieszkiwało 270 osób, a gęstość zaludnienia wynosiła 44 osób/km² (wśród 2335 gmin Lotaryngii Saint-Pancré plasuje się na 778. miejscu pod względem liczby ludności, natomiast pod względem powierzchni na miejscu 911.).